# 瓦拉瓦努尔
瓦拉瓦努尔（Valavanur），是印度泰米尔纳德邦Viluppuram县的一个城镇。总人口14037（2001年）。

## 人口
该地2001年总人口14037人，其中男性7076人，女性6961人；0—6岁人口1503人，其中男776人，女727人；识字率73.56%，其中男性为79.82%，女性为67.20%。